# ثريا (موسيقية)
ثريا (بالإسبانية: Soraya؛ بالإنجليزية: Soraya) هي موسيقية ومغنية وكاتبة غنائية وعازفة قيثارة أمريكية وكولومبية، ولدت في 11 مارس 1969 في بوينت بليزانت في الولايات المتحدة، وتوفيت في 10 مايو 2006 في ميامي في الولايات المتحدة بسبب سرطان الثدي.

## وصلات خارجية
- الموقع الرسمي
- ثريا على موقع IMDb (الإنجليزية)
- ثريا على موقع ميوزك برينز (الإنجليزية)
- ثريا على موقع أول ميوزيك (الإنجليزية)
- ثريا على موقع ديسكوغز (الإنجليزية)
- ثريا على موقع قاعدة بيانات الفيلم (الإنجليزية)